# Josua Reichert

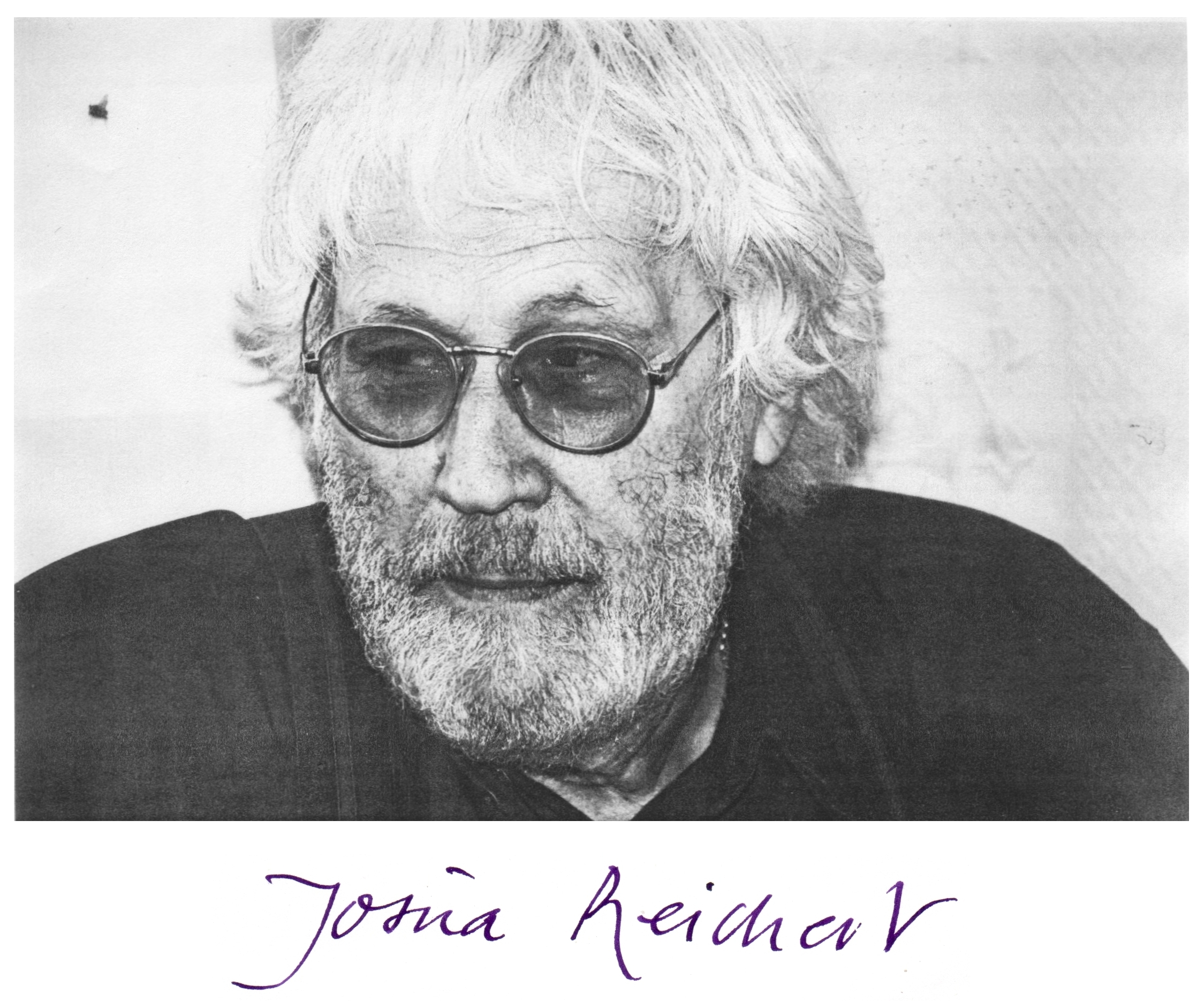
Josua Reichert, 2016.

Josua Reichert (* 8. Juni 1937 in Stuttgart; † 31. Oktober 2020 in Stephanskirchen) war ein deutscher Drucker, Typograf, Grafiker und Autor, der zuletzt in Haidholzen (Gemeinde Stephanskirchen) in der Nähe von Rosenheim lebte und arbeitete.

## Werk
Auf dem Gebiet der Typografie gilt Josua Reichert als der wichtigste, zeitgenössische europäische Künstler. In den Werken Reicherts, der entscheidende Impulse durch HAP Grieshaber und Hendrik Nicolaas Werkman empfing, verschmelzen Schrift und Bild, Text und Typografie zu einer neuen Einheit und führen in eine neuartige ästhetische Dimension. Reicherts ebenso singuläres wie innovatives Werk, das in fünf Jahrzehnten entstand, besticht durch innere Kohärenz und äußerste Konsequenz.
Mit seinen kraftvollen, farbigen Schrift-Bildern spannt Reichert einen weiten Bogen über die Schriftkulturen, Weltliteraturen und Zeiten. Er druckt mit lateinischen, griechischen, kyrillischen, hebräischen und arabischen Schriften; sein Textkanon reicht von der Antike bis in die Gegenwart. Eine Beschränkung auf Kulturkreise und Epochen lässt er nicht gelten. Maßstab für die Auswahl der Gedichte, Fragmente und Sentenzen, die der Literaturliebhaber aus den Büchern aller Zeiten herausholt und in Schrift-Bilder verwandelt, ist ihre poetische Qualität und Gültigkeit. Die Texte müssen sein Innerstes berühren und seine typografische Fantasie beflügeln. Die Schrift-Bilder, die er dem Betrachter vor Augen führt, verlangen sowohl Lesen als auch Sehen.
Von Anbeginn an druckt er auch Typobilder, die er „Poesia Typographica“ nennt: Buchstabenarchitekturen und Buchstabenlandschaften zumeist, aber auch Bilder, auf denen Buchstaben, gar Wörter gänzlich fehlen, Kompositionen aus Linien, Punkten, Kreisen, Rechtecken und Dreiecken.
Das Gesamtwerk Reicherts, der 1964 an der documenta 3 (Plakate von Reichert wurden in der Abteilung Graphik gezeigt) und 1968 an der documenta 4 teilnahm, umfasst die Werkgruppen „Stempeldrucke“, „Poesia Typographica“, „Collagen“, „Einblattdrucke“, den „Haidholzener Psalter“ (über einhundert verschiedene Drucke von rund dreißig Psalmen), „Plakate“ (seit 1960 entstanden rund 160 Künstlerplakate), „Handdrucke“ (Reiberdrucke mit dem Löffel, die wie gemalt erscheinen), „Schrift-Bilder“ sowie „Mappenwerke, Codices, Bücher und Faltbogen“.
Zu seinen Büchern gehören „Der Druckereiwagen. Aus dem Reise-, Tage-, Märchen- und Bilderbuch des Druckers“ und das „Schöpfungsalfabet aus dem Buch Sohar“, beide als Drucke der Sisyphos Presse in Leipzig erschienen.
Ein Spezifikum in Reicherts Werk stellt eine Reihe von Heften, Broschüren und Konvoluten dar, die er seit Ende der 1980er Jahre druckte und deren Anzahl auf über 70 anwuchs. Die Druckstücke, in Format und Umfang unterschiedlich, enthalten Originaltypos, Abbildungen, Fotos sowie eigene und fremde Texte. Es sind Beiträge verschiedener Autoren zu Reicherts Druckkunst und autobiografische Abrisse und sorgfältig ausgearbeitete Selbstvergewisserungen vor der Geschichte der Typografie. In der Folge der Hefte entsteht eine Autobiografie, eine work-in-progress-Dokumentation, wie es sie vergleichbar in Literatur und bildender Kunst nicht gibt. Gerade in diesen Heften trat der Autor Reichert in Erscheinung.
Mehrere Hundert Werke des Druckers befinden sich im öffentlichen Besitz. Sie hängen zumeist in Bibliotheken, Bildungsstätten, Verwaltungsgebäuden, Gerichten, Kliniken und in einer Schlosskapelle. So sind zum Beispiel die „Stuttgarter Drucke“, 36 großformatige Arbeiten, in der Württembergischen Landesbibliothek zu sehen. In Garching bei München steht vor der Speicherbibliothek der Bayerischen Staatsbibliothek eine sechs Meter hohe Cortenstahl-Plastik des Künstlers.

## Vita
- 1937 in Stuttgart geboren
- 1959 Studium bei HAP Grieshaber an der Staatlichen Akademie der Bildenden Künste Karlsruhe
- 1960 eigene Werkstatt in Stuttgart, dann in München
- 1963/1967 Beteiligung an der III. und V. Jugend-Biennale Paris
- 1964 Beteiligung an der documenta 3 in Kassel
- 1968 Beteiligung an der documenta 4 in Kassel
- 1969 Gastdozent an der Gerrit Rietveld Akademie, Amsterdam
- 1972 Übersiedlung nach Haidholzen, Stephanskirchen/Simssee, Mitglied im Deutschen Künstlerbund[2]
- 1995/2001 Dozent für Hochdruck, Sommerakademie Neuburg/Donau

## Stipendien
- 1964 Geschwister-Boehringer-Ingelheim-Stiftung zur Förderung der Geisteswissenschaften
- 1966 Kulturkreis im Bundesverband der Deutschen Industrie
- 1987 Karl-Rössing-Reisestipendium der Bayerischen Akademie der Schönen Künste München

## Preise und Auszeichnungen
- 1963 Deutscher Kunstpreis der Jugend für Graphik
- 1964 Certificate of Merit, Art Directors Club of New York
- 1967 Preis der 9. Biennale von São Paulo
- 1968 Förderpreis der Stadt München
- 1999 Antiquaria-Preis Ludwigsburg
- 2000 Verdienstorden der Bundesrepublik Deutschland (Großes Verdienstkreuz)
- 2003 Professorentitel, verliehen durch das Land Baden-Württemberg
- 2010 Jerg-Ratgeb-Preis der HAP Grieshaber-Stiftung, Reutlingen
- 2018 Kulturpreis der Stadt Rosenheim

## Ausstellungen
Über 200 Einzelausstellungen im In- und Ausland, zum Beispiel in Berlin, Leipzig, Stuttgart, München, Baden-Baden, Frankfurt a. M., Offenbach a. M., Altenburg, Bonn, Reutlingen, Dublin, Amsterdam, Brüssel, Paris, Mailand, Rom, Lissabon, Rabat und Istanbul.

## Stuttgarter Drucke

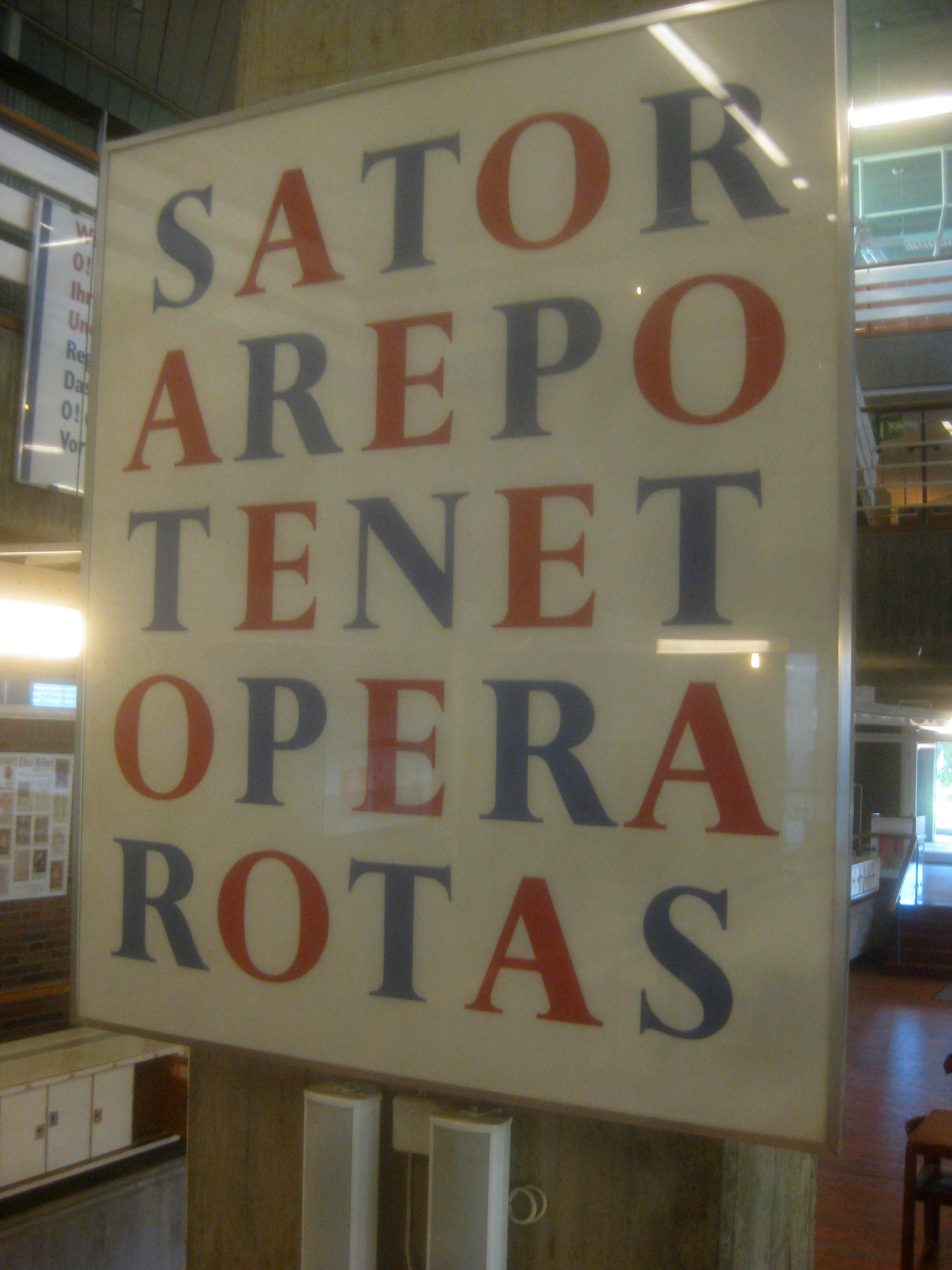
Antikes Palindrom, SB 14.

Nach der Fertigstellung des Neubaus der Württembergischen Landesbibliothek 1970 sollte auch der Innenraum künstlerisch ausgestaltet werden. Zunächst wurden Stoffdrucke nach Holzschnitten von HAP Grieshaber dafür ausgewählt. Da die Entscheidungsgremien die Haltbarkeit der Drucke anzweifelten, wurde Grieshabers Schüler Josua Reichert beauftragt, die Bibliothek mit großformatigen Schrifttafeln auszuschmücken, die unter dem Namen „Stuttgarter Drucke“ bekannt wurden.
Die Tafeln zeigen in stilvoller Darstellung und kunstvoller Anordnung rechteckige „Schrift-Bilder“ mit Buchstaben- und Textbeispielen und auf Rundbildern Beispiele der „Poesia Typographica“ (siehe oben). Die Formate variieren zwischen 100 und 280 cm in Höhe und Breite, die Rundbilder haben einen Durchmesser von etwa einem Meter. Mit seinen „Stuttgarter Drucken“ hat Josua Reichert die Typografie aus ihrem „Gefängnis“ zwischen den Buchdeckeln befreit, wo sie nur der Bücherleser wahrnehmen kann, während die Typografie-Tafeln in der Landesbibliothek ihr Eigenleben als freie Kunstwerke führen dürfen.
Die 36 Tafeln wurden in zwei Tranchen 1971 und 1973 über das ganze Haus verteilt an Wänden und Stützen in der Bibliothek aufgehängt. Wer sich im Innern der Bibliothek bewegt, „stolpert“ auf Schritt und Tritt mit dem Auge über die Tafeln, die in diesem Tempel des gedruckten Wortes wie „angegossen“ wirken. Nicht alle Tafeln sind auf Anhieb zu finden, manche hängen an weniger frequentierten Stellen, zum Beispiel im Gang zu den Direktionsräumen oder im Treppenhaus zum Sonderlesesaal.
Über die Entstehung seiner Stuttgarter Drucke berichtet Josua Reichert:
„Die Bedingung, daß ein Kunstwerk fest mit dem Bau verbunden sein muß, hätte mich bei der ersten Besprechung der Arbeit für die Württembergische Landesbibliothek fast in die Knie gezwungen. Ich sah Glasfenster, Graffiti, Mosaike, Fußböden, Fresken, angestrichene Betonwände. Ich sah keine Drucke an den Wänden. Dann gelang es mir, die Kommission zu überzeugen, daß ein großer Druck, wenn er verglast und eingerahmt ist, allein durch sein Gewicht schon fest mit dem Bau verbunden ist. Mit der Arbeit an den ‚Stuttgarter Drucken’ begann etwas für mich gänzlich Neues, das die beiden folgenden Jahrzehnte hauptsächlich bestimmen sollte. Mein Interesse verlagerte sich auf den großformatigen Handdruck.“

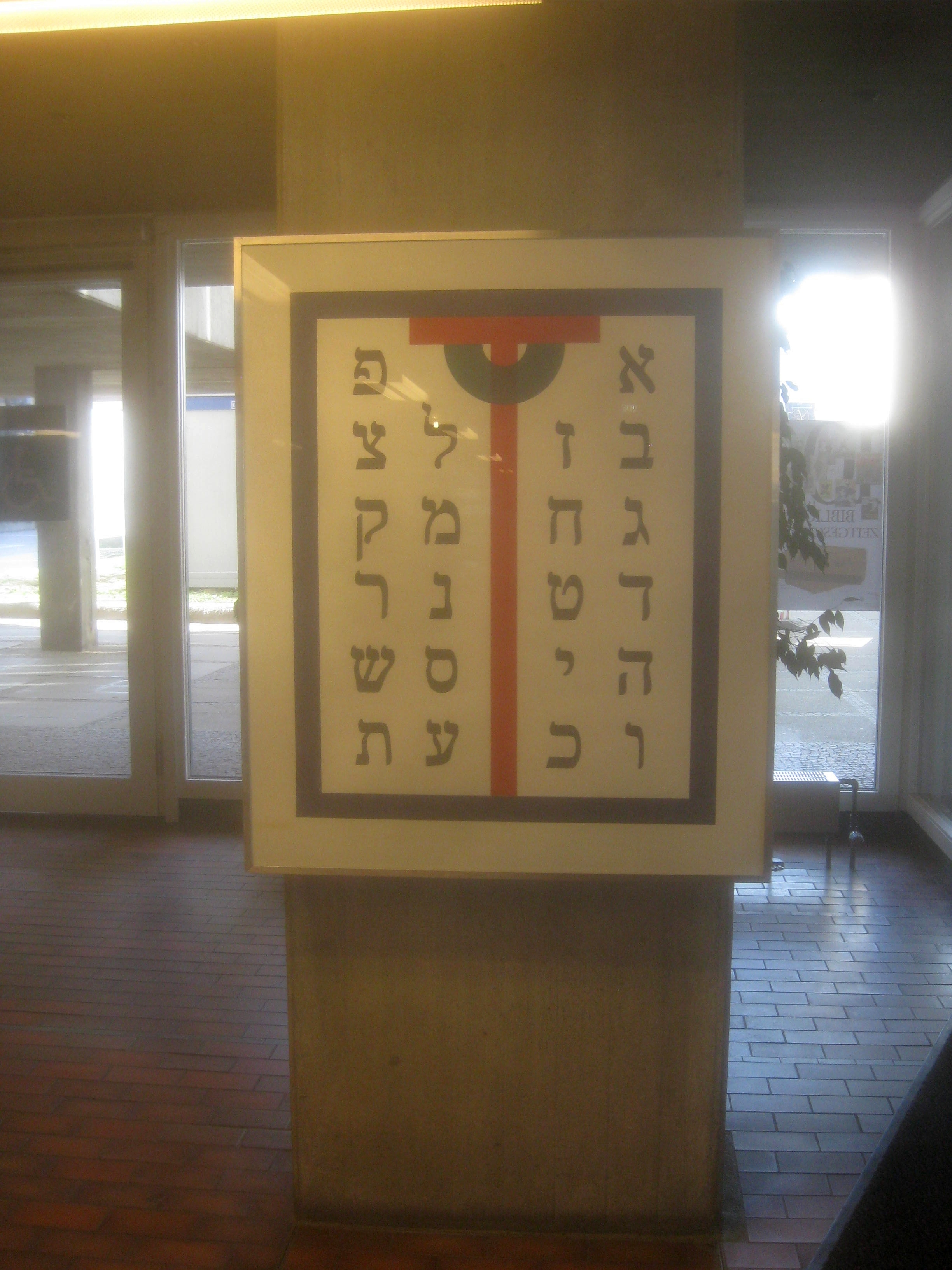
Hebräisches Alphabet, SB 7.
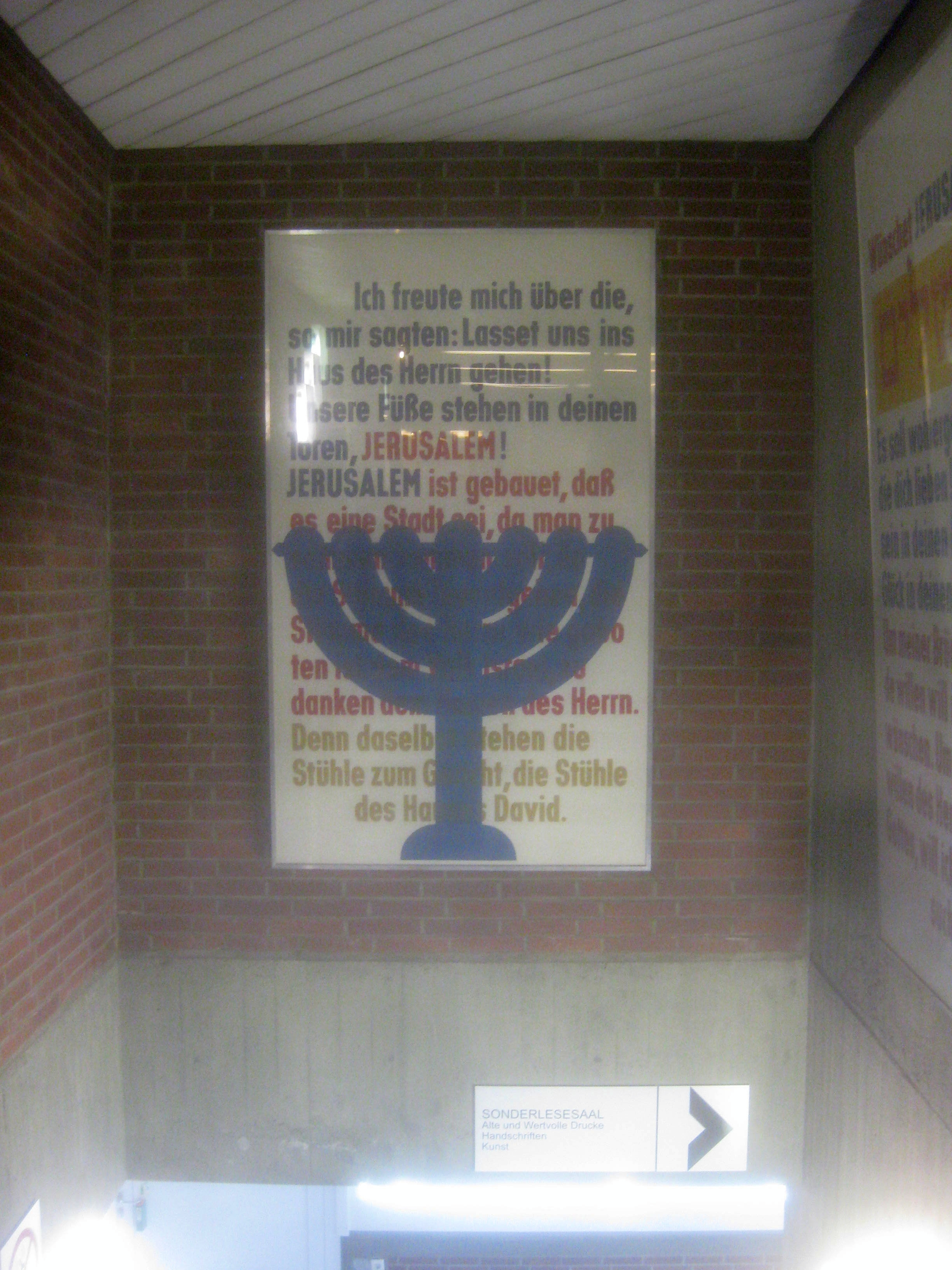
Psalm 122, Vers 1–5, SB 9.1.
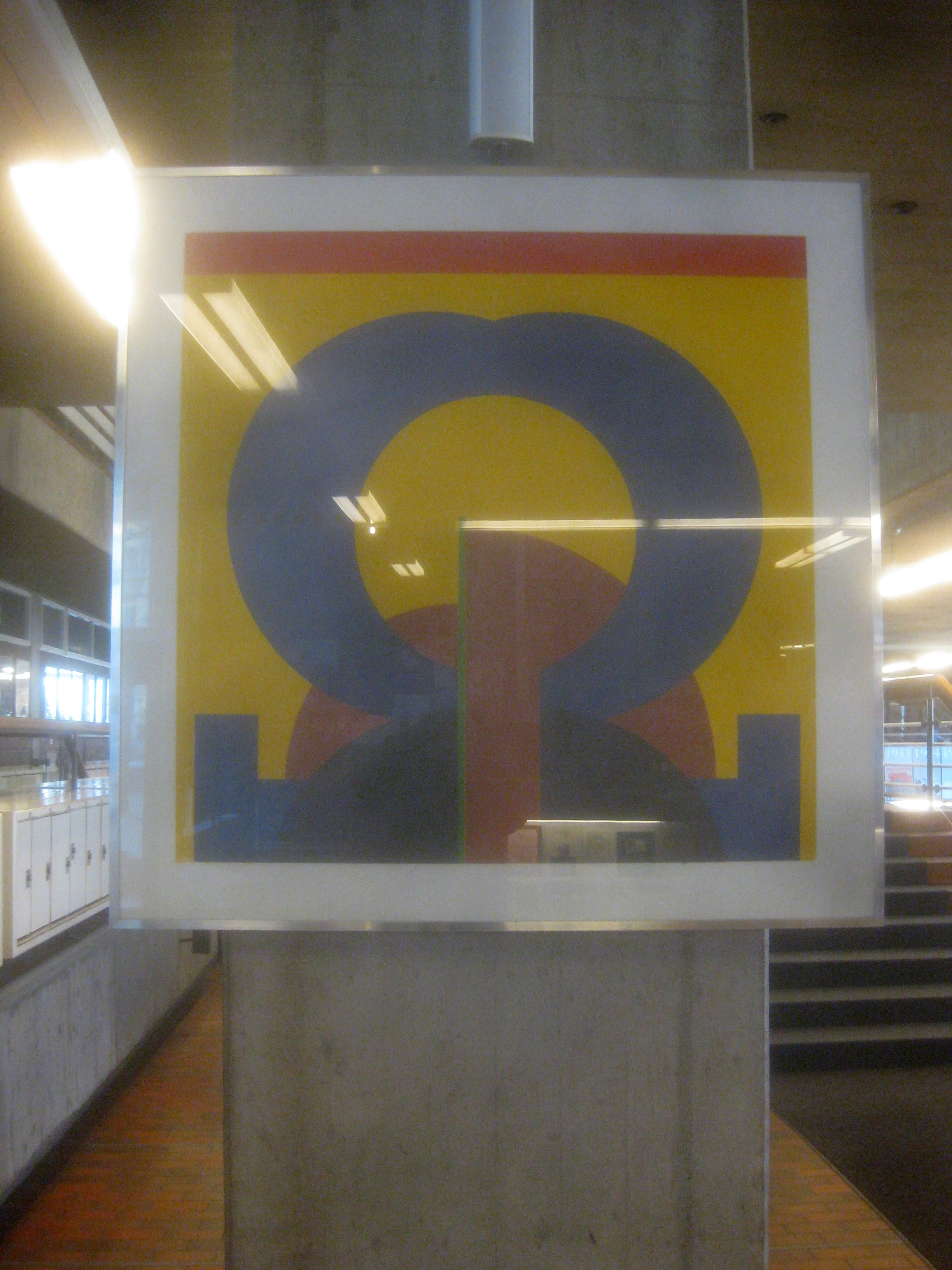
Komposition mit Omega, SB 11.
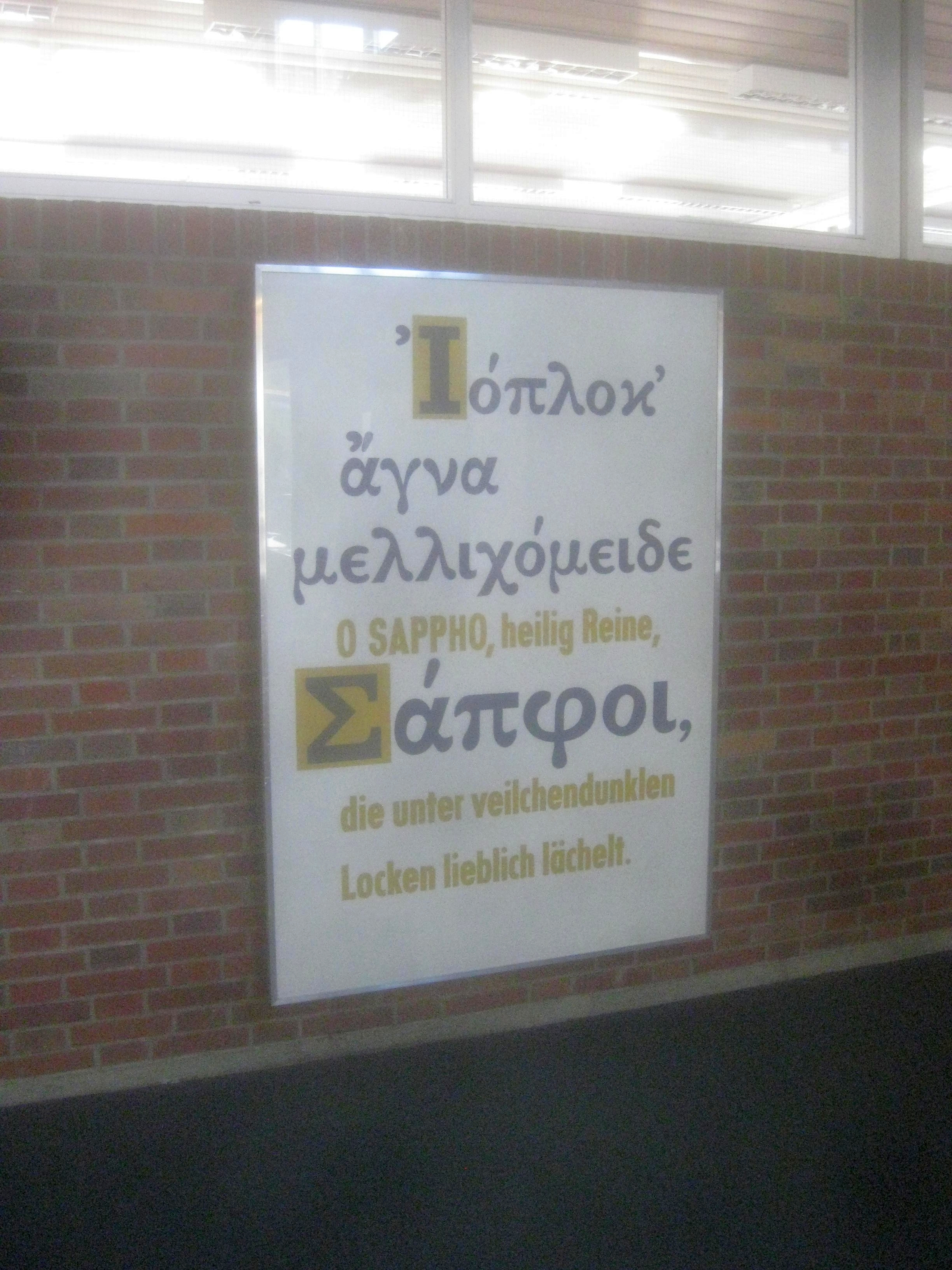
Gedichtfragment des Alkaios, SB 12.
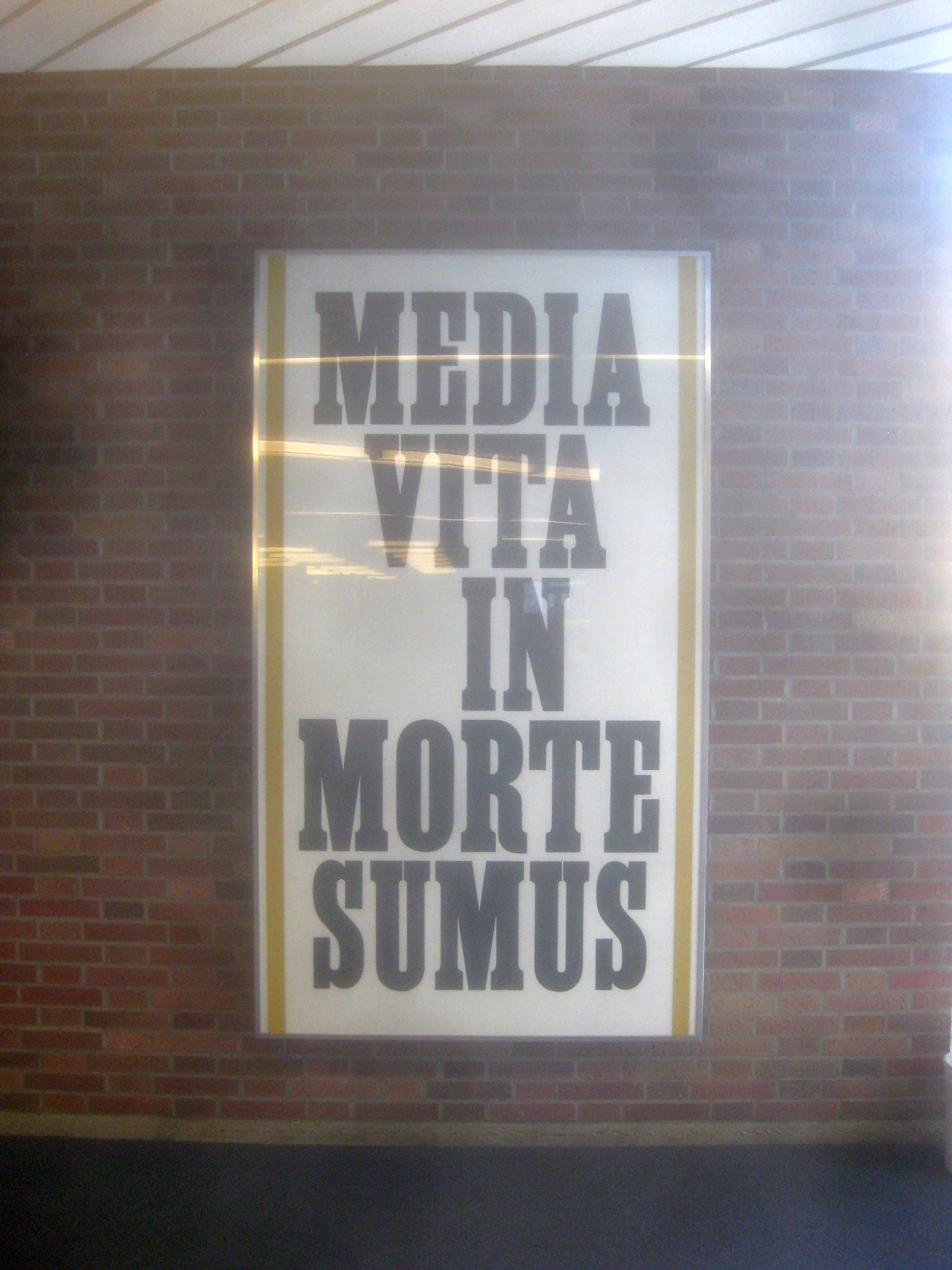
Antiphon von Notker Albulus, SB 15.
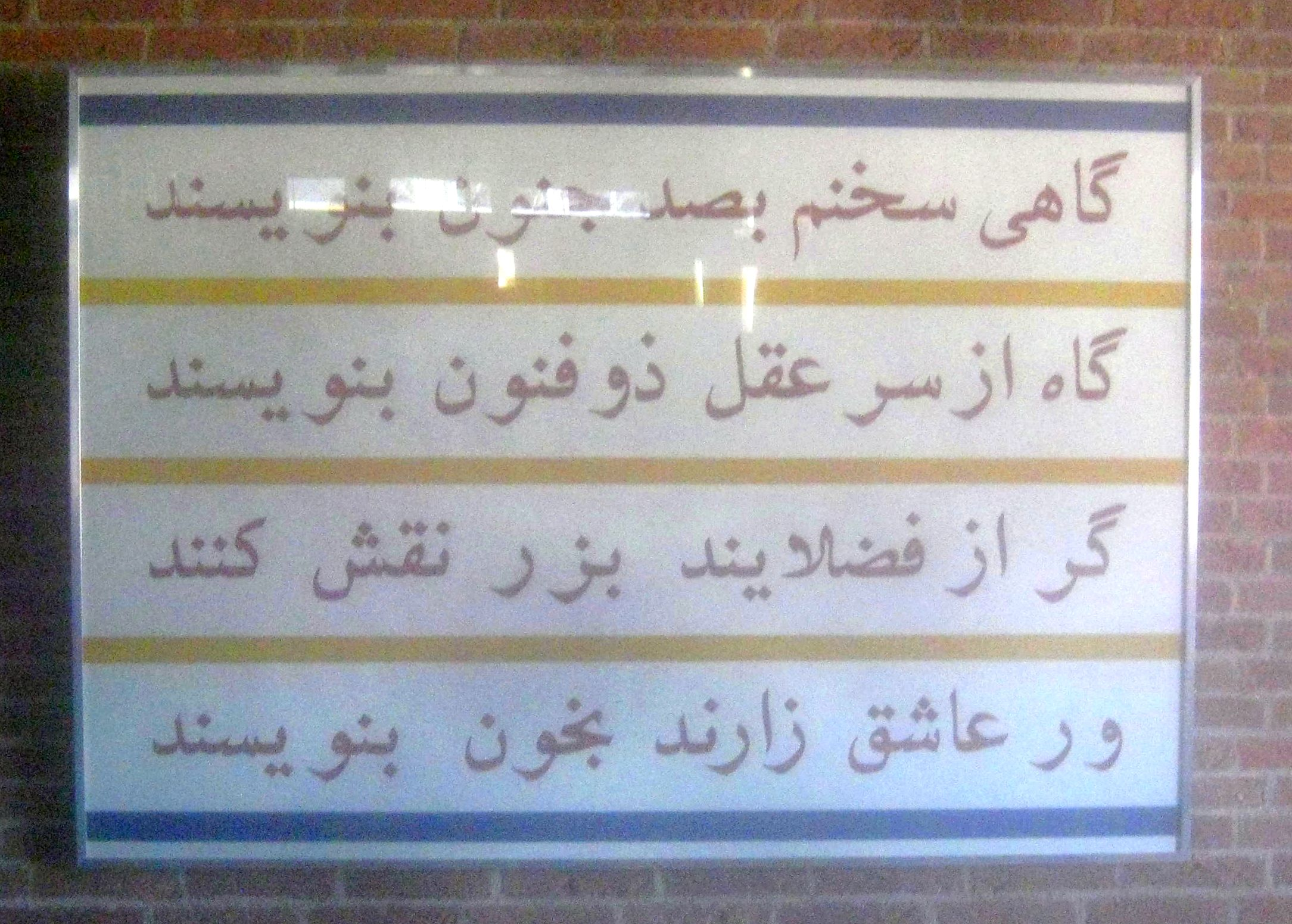
Gedicht von Fariduddin Attar, SB 18.
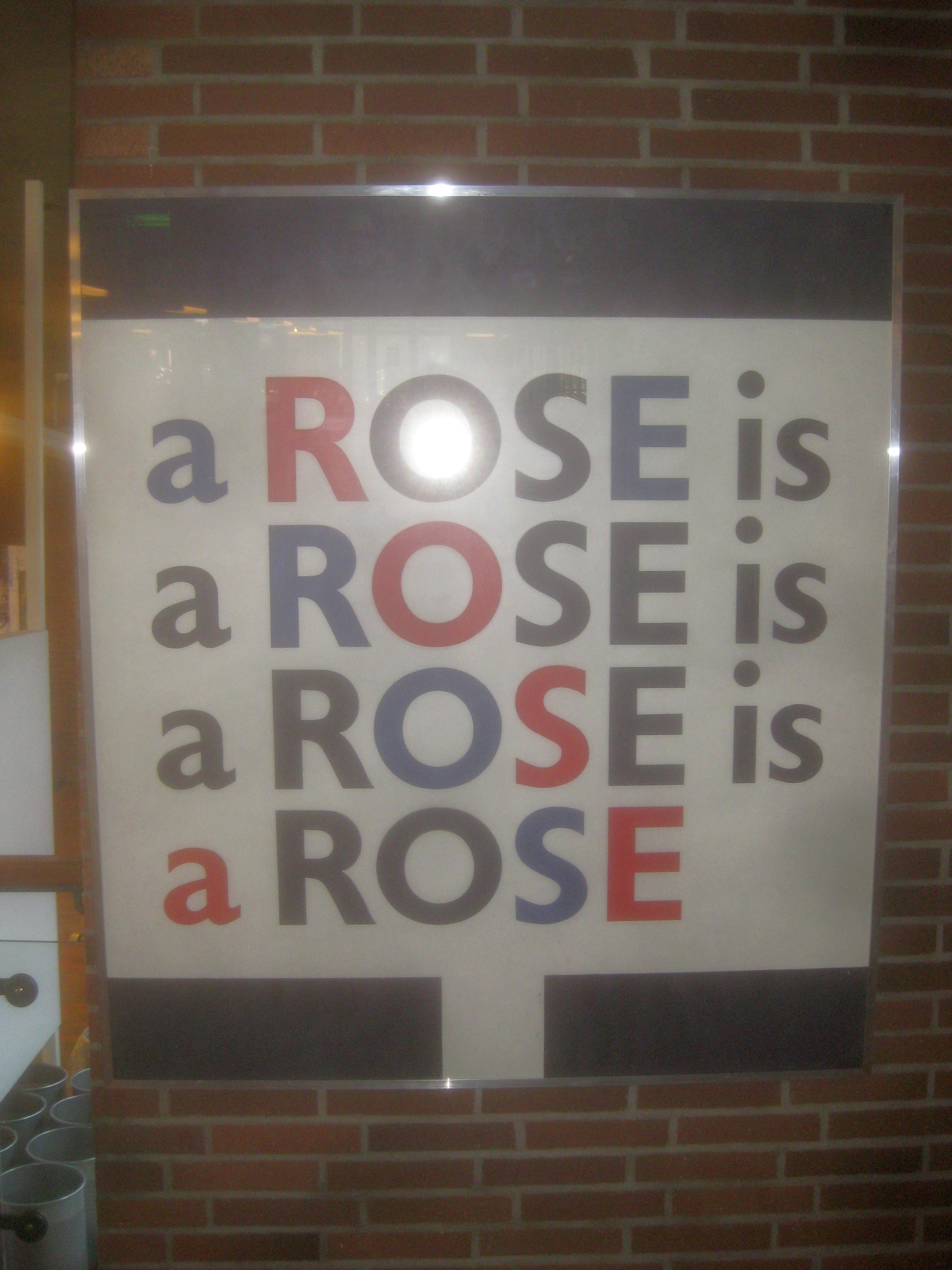
Gedichtzeile von Gertrude Stein, SB 24.
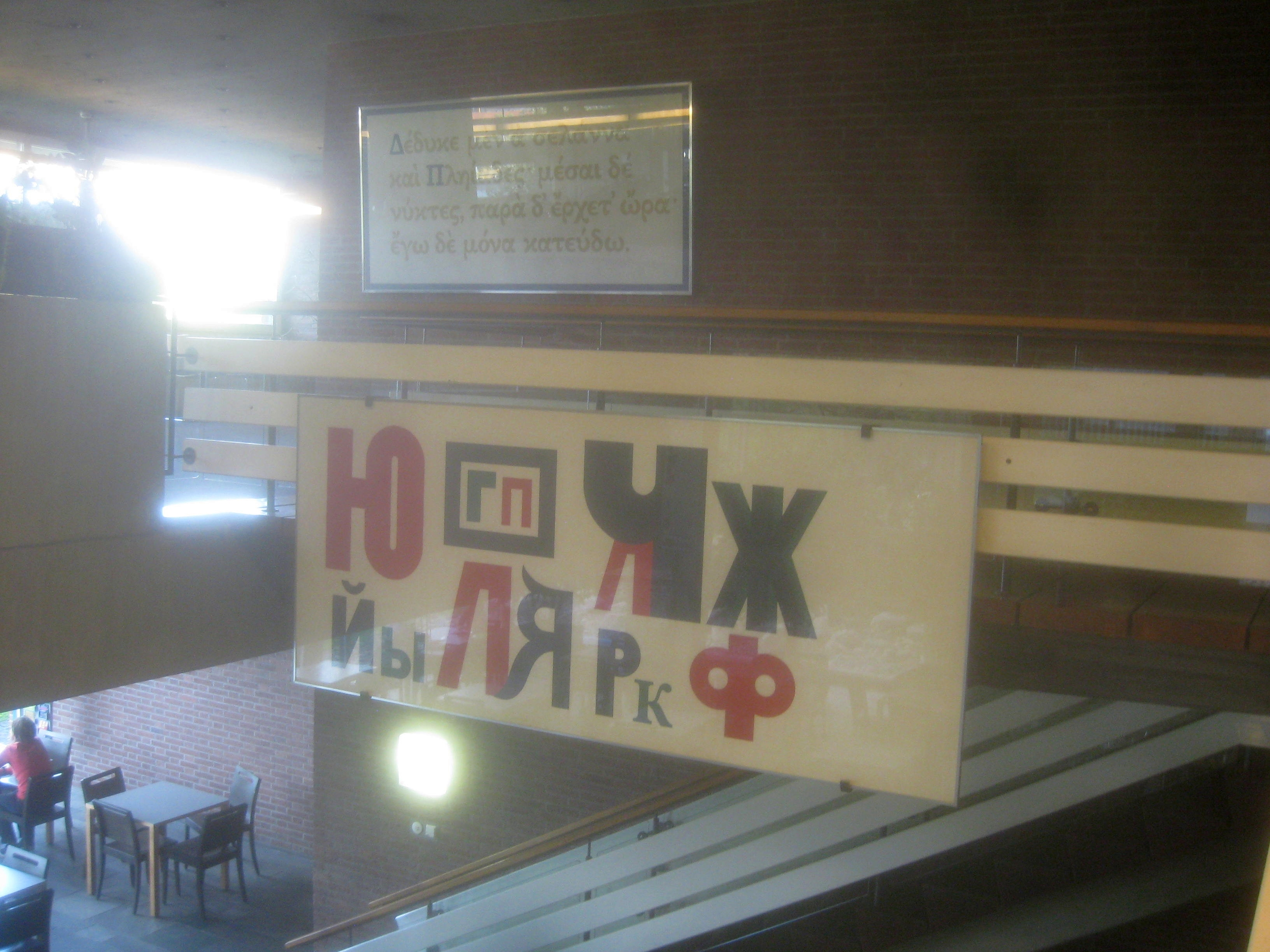
Gedichtfragment von Sappho, SB 13, und Kyrillischer Typenbogen, SB 25.

### Werkverzeichnis
- Werkverzeichnis 1959 –1995. Bearbeitet von Waltraut Pfäfflin und Klaus Maurice. Mit Anmerkungen des Künstlers zu seinen Werkgruppen. Verlag Gerd Hatje, Ostfildern-Ruit 1997, ISBN 978-3-7757-0641-4

### Kataloge
- Leidenschaftliche Liebe. Eine Ausstellung im Goethejahr von Josua Reichert. Offenbach am Main 1982: Klingspor-Museum
- Josua Reichert, Jutta Penndorf (Red.): Poesia Typographica. Altenburg 1989: Staatliches Lindenau-Museum
- Josua Reichert, Beate Grubert-Thurow (Red.). Handdrucke 1971 –1994. Städtisches Kunstmuseum Spendhaus, Reutlingen 1995, ISBN 978-3-86104-008-8
- Ina Prinz (Hrsg.): Josua Reichert im Arithmeum. Arithmeum im Forschungsinstitut für Diskrete Mathematik, Bonn 1999, ISBN 978-3-416-02936-0
- Wiederholte Spiegelungen. Typographische Bilder von HN Werkman, Willem Sandberg, HAP Grieshaber, Josua Reichert, Ewald Spieker. Mit einem Text von Wolfgang Glöckner. Städtische Galerie, Rosenheim 2005
- Wolfgang Glöckner: Printing is a way of life. Der Drucker Josua Reichert. Städtisches Kunstmuseum Spendhaus, Reutlingen 2010
- Josua Reichert. Der Drucker in Italien. Mit einer Einleitung von Wolfgang Glöckner. Städtisches Kunstmuseum Spendhaus, Reutlingen 2010

### Stuttgarter Drucke
- M. Benzler: Die Stuttgarter Drucke von Josua Reichert. Stuttgart-Bad Cannstatt 1972. – Mit einigen Werkabbildungen in Schwarzweiß oder Farbe und schwarzweiße Innenraumfotos mit den Stuttgarter Drucken.
- Vera Trost: „Kunst am Bau“ in der Württembergischen Landesbibliothek. In: WLB forum, Jahrgang 12, 2010, Heft 1, Seite 30–37, hier 34–37 online.
- Vera Trost: Kunst am Bau. Bernhard Heiligers „Montana I“ und Josua Reicherts Stuttgarter Drucke. In: Vera Trost (Herausgeberin): Carl Eugens Erbe : 250 Jahre Württembergische Landesbibliothek; eine Ausstellung der Württembergischen Landesbibliothek aus Anlass ihrer Gründung am 11. Februar 1765 vom 11. Februar 2015 bis 11. April 2015. Stuttgart 2015, Seite 116–123.

### Weitere Literatur
- documenta III. Internationale Ausstellung; Katalog: Band 1: Malerei und Skulptur; Band 2: Handzeichnungen; Band 3: Industrial Design, Graphik; Kassel/Köln 1964
- IV. documenta. Internationale Ausstellung; Katalog: Band 1: (Malerei und Plastik); Band 2: (Graphik/Objekte); Kassel 1968

### Sammelwerke
- Reichert, Josua. In: Oberste Baubehörde München (Hrsg.): Bildwerk Bauwerk Kunstwerk – 30 Jahre Kunst und Staatliches Bauen in Bayern. Bruckmann, München 1990, ISBN 3-7654-2308-4, S. 62–63, 90, 124, 150–151, 184, 196.